# Guaycurú
Guaycurú ist eine Sammelbezeichnung für eine Gruppe eng verwandter indigener Völker, die heute auf dem Territorium der südamerikanischen Staaten Argentinien und Paraguay leben. Die Bezeichnung stammt aus dem Guaraní, da Sprecher dieser Sprache damit ihre Hauptkonkurrenten in ihrem Siedlungsgebiet bezeichneten.
Die beiden größten Gruppen der Guaycurú-Familie sind die Toba und die Mocovíes. Man schätzt die Anzahl insgesamt auf etwa 100.000, genaue Daten dazu gibt es nur für Argentinien, wo 12.345 Mocovíes, 3.948 Pilagá und 62.047 Toba leben. Die Gruppe der Guachi gilt seit 1870 als verschollen.
Die Guaycurú stammen ursprünglich aus Patagonien und Feuerland und gehören zu der Volksgruppe Pampeano-Patagónico, sie sind daher u. a. mit den Het und Tehuelche verwandt. Sie wanderten vermutlich zwischen dem 13. und 16. Jahrhundert jedoch nach Norden und damit in ihr heutiges Siedlungsgebiet. Dort gerieten sie in den Konflikt zu den Guaraní.
Die Lebensweise der Guaycurú ist geprägt durch Halbnomadentum. Sie waren ähnlich wie die Guaraní Jäger und Sammler, die nur im geringen Maße tropische Landwirtschaft und Viehzucht betrieben. Heute lebt ein Großteil von ihnen noch nach der traditionellen Lebensweise, fast alle beherrschen noch ihre ursprüngliche Sprache.
Die Ethnien der Guaycurú gehören zu den wenigen amerikanischen Völkern, die Sklaven hielten. Dies war jedoch nur ein zeitlich begrenzter Status für Kriegsgefangene, bis sie sozialisiert waren.